# Mijaíl Tal
Mijaíl Nejémievich Tal (en letón: Mihails Tāls, en ruso: Михаил Нехемьевич Таль; Riga, Letonia, 9 de noviembre de 1936-Moscú, Rusia, 28 de junio de 1992) fue un ajedrecista soviético-letón y el octavo campeón mundial de ajedrez.
Conocido como el Mago de Riga o el Brujo de Riga, destacó desde muy joven por su gran capacidad para crear ataques tácticos y combinaciones sorprendentes y, a menudo, muy arriesgadas. Es considerado por algunos como "el mejor atacante de la historia". Su peculiar estilo lo ha convertido en uno de los jugadores legendarios de la historia del ajedrez, y muy admirado por aficionados.

## Biografía
Tal nació en el seno de una familia judía; sus padres eran primos. Padecía de ectrodactilia en la mano derecha, que solía esconder ocultándola en el bolsillo apareciendo visible al encender alguno de sus cigarrillos. Este defecto no le impidió tocar el piano mejor que bien, estando entre sus favoritas las composiciones de Serguéi Rajmáninov, Piotr Illich Chaikovski y Frédéric Chopin. 
Tal aprendió el juego durante su infancia. Con tan solo ocho años, observaba las partidas que jugaba su padre en el salón familiar. No fue hasta los 17 años que jugó su primera partida contra un gran maestro internacional (GM) (en 1953); considerando que solo seis años después sería campeón del mundo. Obtuvo un segundo puesto en el campeonato letón de 1954, junto con el título de maestro de la URSS, tras ganar al campeón bielorruso Vladímir Saiguin. Tuvo otro éxito al triunfar en la semifinal del campeonato de la URSS individual. En 1956, quedó a un punto de los vencedores del Campeonato de la URSS, y en el año de 1957, Tal quedó quinto ex aequo en la semifinal, algo lejos del futuro campeón del mundo Tigrán Petrosián. En 1958, se licenció en literatura rusa con una tesina sobre la sátira en Las doce sillas.
Diversas victorias le ayudaron a consolidarse en la cumbre: ganó el Campeonato Soviético en 1958 (12½ de 18), luego el interzonal de Portorož, Yugoslavia, el mismo año y finalmente, al coronarse campeón del torneo de candidatos FIDE disputado en Yugoslavia en 1959 (ayudado por 4 victorias sobre el joven Bobby Fischer), obtuvo el derecho a disputar el campeonato del mundo contra Mijaíl Botvínnik, quien poseía el título de campeón mundial desde 1948. 
Incluso precedido por sus victorias (además había conseguido el primer lugar en Zúrich, Suiza, 1959 con 11½ de 15 por delante de Fischer, Svetozar Gligorić y Paul Keres, sumado a 13½ de 15 en la Olimpiada de Leipzig, Alemania del Este, 1960) Tal derrotó al posicional y estratégico Botvínnik en este encuentro, con tan solo 23 años se convirtió en el campeón del mundo más joven de todos los tiempos; récord que subsistió hasta que Garri Kaspárov ganó el título mundial a los 22 años en 1985. 
Botvínnik ganó el encuentro de revancha a comienzos de 1961, donde Mijaíl Tal tuvo que doblegarse debido a sus problemas de salud y por la estrategia del ruso. Botvínnik eludió como pudo el juego táctico y escogió un ritmo de juego de lentas y pesadas maniobras que evitaban los sacrificios de piezas de Tal, resultando un marcador final de 8-13 a favor del ruso. Meses más tarde, Tal se posicionó delante de Fischer ganando el torneo de Bled, Yugoslavia. Sin embargo, su salud le obligó a retirarse de varios torneos, como el de los candidatos de Curazao, Antillas Neerlandesas, ya que su adicción al tabaco y al alcohol dañaba seriamente su estado físico.
La salud le siguió jugando malas pasadas a Tal en los siguientes años (crónicos problemas renales que le suscitaban continuos y dolorosos cólicos nefríticos llegándosele a extirpar un riñón), aun así consiguió resultados satisfactorios. Entre ellos, se cuentan la racha de 83 partidas sin ser derrotado en 1972-1973 (ganó 5 torneos consecutivos en ese período, incluyendo un campeonato soviético) y el primer puesto ex aequo con Anatoli Kárpov en el "Torneo de las Estrellas" de Montreal, Canadá, en 1979.
La participación de Tal fue muy esperada en el Interzonal de Leningrado (San Petersburgo), pero se hundió con apenas 8½ puntos de 17, detrás de jugadores como Víktor Korchnói y Kárpov. Fue después el jefe de los analistas de Kárpov cuando este se enfrentó a Korchnói en 1978 por el título mundial en Baguio, Filipinas. En 1973, quedó noveno en el campeonato de la URSS y lo mismo sucedió en 1975, pero no consiguió clasificar para el torneo de 1976. 
En el período 1978-1979, ganó varios torneos, como el Campeonato de la URSS (su último título nacional, en 1978) y el "Tierra de los Hombres". Asimismo, se impuso en el Interzonal de 1979, pero a lo largo de los torneos de 1980, perdió en cuartos de final, derrotado por Lev Polugaievski por marcador de 3-0. En 1988, ganó el único campeonato del mundo de ajedrez relámpago que se ha organizado, pese a que desde la década de 1970 había mostrado un enorme talento para el ajedrez rápido, venciendo en esta variante a maestros como Korchnói, Petrosián y Vasili Smyslov.
Tal odiaba los artefactos tecnológicos, nunca quiso aprender a conducir un auto y prefería evitar aviones, autos y trenes. Mujeriego y enamoradizo, se casó tres veces y fue también excesivamente proclive al licor y al tabaco, lo que en ocasiones limitó su descomunal talento ajedrecístico. Enfrentó serios problemas de salud y se sometió a diversos tratamientos analgésicos que le provocaron dependencia a la morfina, pero Tal afirmaba jocosamente que no era morfinómano sino "chigorinómano" (haciendo alusión al gran maestro estadounidense Paul Morphy y a Mijaíl Chigorin, fundador de la escuela rusa en el siglo XIX, y ambos opuestos a Wilhelm Steinitz, considerado en esos tiempos el mejor jugador del momento). 
Consideró al ajedrez más un arte que una ciencia, y toda su vida fue un apasionado de las combinaciones de ataque, desarrollando un estilo audaz pero calculado. Incluso en 1991 ganó el Torneo Memorial Najdorf en Buenos Aires, Argentina. Al año siguiente venció a Garri Kaspárov en el torneo de ajedrez relámpago de Moscú, muriendo un mes después de dicho triunfo por una hemorragia en el esófago, a los 55 años de edad. Fue enterrado en el cementerio judío de Riga.
Entre los jugadores actuales, el letón-español Alexéi Shírov es probablemente el más influido e inspirado por el estilo de Tal.

## Triunfos en torneos y matches
| Año  | Torneo / Encuentro | Res.                  |
| ---- | --- | --------------------- |
| 1950 | Campeonato juvenil de Letonia de Riga, RSS de Letonia, Unión Soviética | 1°                    |
| 1953 | Campeonato absoluto de Letonia de Riga, RSS de Letonia, Unión Soviética | 1°                    |
| 1955 | Semifinal 23° Camp. soviético de Riga, RSS de Letonia, Unión Soviética | 1°                    |
| 1956 | Campeonato mundial estudiantil de Upsala, Suecia | 6 / 7                 |
| 1957 | 24° Campeonato soviético de Moscú, RSFS de Rusia, Unión Soviética Camp. mundial estudiantil de Reikiavik, Islandia                                                               | 1° 8,5 / 10           |
| 1958 | Torneo Interzonal de Portorož en Yugoslavia 25° URS-ch de Riga, RSS de Letonia, Unión Soviética Olimpiada de Mónaco Wch-team estudiantil de Varna, República Popular de Bulgaria | 1° 13,5 / 15 8,5 / 10 |
| 1959 | Torneo de Candidatos en Yugoslavia Torneo de Zúrich, Suiza | 1° 1°                 |
| 1960 | Match por el campeonato del mundo con Botvinnik | +6 –2 =13             |
| 1961 | Torneo de Estocolmo, Suecia Torneo de Bled, Yugoslavia | 1° 1°                 |
| 1962 | Olimpiadas de Varna, República Popular de Bulgaria | 10 / 13               |
| 1963 | Torneo de Miskolc, República Popular de Hungría | 1°                    |
| 1964 | Torneo de Kislovodsk, RSFS de Rusia, Unión Soviética Torneo de Hastings, Inglaterra, Reino Unido, 1963-64 Interzonal de Ámsterdam, Países Bajos Torneo de Reikiavik, Islandia    | 1° 1°-4° 1°           |
| 1965 | Encuentro con Lajos Portisch Encuentro con Bent Larsen Campeonato de Letonia de Riga, RSS de Letonia, Unión Soviética                                                            | +4 –1 =3 +3 –2 =5 1°  |
| 1966 | Torneo de Palma de Mallorca, España Franquista Olimpiada de La Habana, Cuba Torneo de Sarajevo, Yugoslavia                                                                       | 1° 12 / 13 1°- 2°     |
| 1967 | 35° Campeonato soviético de Járkov, RSS de Ucrania, Unión Soviética | 1°- 2°                |
| 1968 | Torneo de Gori, RSS de Georgia, Unión Soviética Encuentro con Svetozar Gligorić                                                                                                  | 1° +3 –1 =5           |
| 1969 | Torneo de Tiflis, RSS de Georgia, Unión Soviética | 1°- 2°                |
| 1970 | Memorial de Chigorin de Sochi, RSFS de Rusia, Unión Soviética Campeonato europeo por equipos                                                                                     | 1° 5 / 6              |
| 1971 | Torneo de Tallin, RSS de Estonia, Unión Soviética | 1°- 2°                |
| 1972 | 40° Campeonato soviético de Bakú, RSS de Azerbaiyán, Unión Soviética Torneo de Sujumi, RSS de Georgia, Unión Soviética Olimpiada de Skopie, Yugoslavia                           | 1° 14 / 16            |

| Año  | Torneo / Encuentro | Res.                      |
| ---- | --- | ------------------------- |
| 1973 | Torneo de Wijk aan Zee, Países Bajos Torneo de Tallin, RSS de Estonia, Unión Soviética Memorial Chigorin Torneo de Hastings, Inglaterra, Reino Unido, 1973-74 Torneo de Dubná, RSFS de Rusia, Unión Soviética                         | 1° 1°- 4° 1°- 2°          |
| 1974 | 42° Campeonato soviético de Leningrado (San Petersburgo), RSFS de Rusia, Unión Soviética Torneo de Novi Sad, Yugoslavia Torneo de Lublín, República Popular de Polonia Torneo de Halle, Alemania del Oeste Olimpiada de Niza, Francia | 1°- 2° 1° 1° 1° 11,5 / 15 |
| 1977 | Memorial de Keres de Tallin, RSS de Estonia, Unión Soviética 60° Riv. d'Ottobre de Leningrado, (San Petersburgo), RSFS de Rusia, Unión Soviética Memorial de Chigorin de Sochi, RSFS de Rusia, Unión Soviética                        | 1° 1°- 2° 1°              |
| 1978 | 46° Campeonato soviético de Tifis, RSS de Georgia, Unión Soviética, | 1°                        |
| 1979 | Torneo interzonal de Riga, RSS de Letonia, Unión Soviética Torneo de Montreal, Canadá | 1° 1°- 2°                 |
| 1981 | Keres memorial de Tallin, RSS de Estonia, Unión Soviética Torneo de Málaga, España Torneo de Riga, RSS de Letonia, Unión Soviética Torneo de Porz, Alemania del Oeste Torneo de Lviv, RSS de Ucrania, Unión Soviética                 | 1° 1°- 2°                 |
| 1982 | Memorial de Alekhine de Moscú, RSFS de Rusia, Unión Soviética Torneo de Ereván, RSS de Armenia, Unión Soviética Memorial de Chigorin de Sochi, RSFS de Rusia, Unión Soviética Torneo de Pforzheim, Alemania del Oeste                 | 1° 1°                     |
| 1983 | Torneo Memorial de Keres de Tallin, RSS de Estonia, Unión Soviética | 1°                        |
| 1984 | Torneo de Albena, República Popular de Bulgaria | 1°- 2°                    |
| 1985 | Torneo de Jūrmala, Riga, Unión Soviética | 1°                        |
| 1986 | Torneo Open de Berlín del Oeste, Alemania del Oeste Memorial de Goglidze de Tiflis, RSS de Georgia en la Unión Soviética | 1°- 2° 1°- 2°             |
| 1987 | Torneo de Termas de Río Hondo, Argentina Torneo de Jūrmala, Riga, Unión Soviética | 1° 1°- 4°                 |
| 1988 | Torneo Open de Chicago, Estados Unidos Campeonato del Mundo blitz de Saint John, Canadá | 1° 1°                     |
| 1991 | Torneo Memorial de Najdorf en Buenos Aires, Argentina Torneo Open de Porz, Alemania del Oeste | 1° 1°                     |

## Resultados con algunos grandes maestros
Nota: Se consideran solo las partidas por torneos o matches.
| - Mijaíl Botvínnik: + 11 – 12 = 20 | - Vasili Smyslov: + 3 – 4 = 21 | - David Bronstein: + 8 – 5 = 18 | - Paul Keres: + 4 – 8 = 20      |  |
| - Tigrán Petrosián: + 6 – 9 = 27   | - Borís Spaski: + 6 – 9 = 25   | - Bobby Fischer: + 4 – 4 = 5    | - Víktor Korchnói: + 7 – 11 = 5 |  |
| - Efim Geller: + 6 – 6 = 23        | - Lajos Portisch: + 9 – 5 = 18 | - Bent Larsen: +12 – 7 = 18     | - Anatoli Kárpov: + 0 – 1 = 19  |  |